# Bequaertia mucronata
Bequaertia mucronata är en benvedsväxtart som först beskrevs av Arthur Wallis Exell, och fick sitt nu gällande namn av Wilczek. Bequaertia mucronata ingår i släktet Bequaertia och familjen Celastraceae. Inga underarter finns listade.